# Молодіжний чемпіонат світу з футболу 2007
Молодіжний чемпіонат світу з футболу 2007 року (англ. 2007 FIFA U-20 World Cup) — 16-ий розіграш молодіжного чемпіонату світу, що проходив з 30 червня по 22 липня 2007 року в Канаді. Перемогу здобула збірна Аргентини, яка перемога у фіналі Чехію з рахунком 2:1 і таким чином здобула п'ятий трофей у семи останніх розіграшах і загалом шостий у своїй історії. Аргентинець Серхіо Агуеро отримав «Золоту бутсу» найкращого бомбардира з 6-ма голами, його також обрали найкращим гравцем турніру.
Турнір проходив на шести стадіонах у шести канадських містах — Торонто, Едмонтон, Монреаль, Оттава, Вікторія та Бернабі (передмістя Ванкувера), у тому числі на новому Національному футбольному стадіоні, де пройшов і фінальний матч. Через 19 років три з цих стадіонів проведуть дорослий чемпіонат світу 2026 року.
28 червня 2007 року, за два дні до матчу-відкриття, повідомлялося, що було продано 950 000 квитків, що зробило його найбільш відвідуваною спортивною подією, яка коли-небудь відбулася в країні. 3 липня організатори продали мільйонний квиток. 19 липня півфінальний матч між Чилі та Аргентиною зробив цей молодіжний чемпіонат світу найбільш відвідуваним в історії турніру, із загальною кількістю відвідувачів — 1 156 187 глядачів, перевищивши 1 155 160 глядачів у Мексиці 1983 року. Загальна кількість глядачів на кінець турніру склала 1 195 299 осіб.

## Стадіони
|                                                                               | Вікторія                                                                      | Бернабі                                                                       | Едмонтон |
| Роял Атлетік Парк                                                             | Свонгард                                                                      | Стадіон Співдружності                                                         |          |
| Місткість: 14,500                                                             | Місткість: 10,000                                                             | Місткість: 60,081                                                             |          |
| 48°25′52.6″ пн. ш. 123°21′14.6″ зх. д. / 48.431278° пн. ш. 123.354056° зх. д. | 49°13′51.0″ пн. ш. 123°01′17.0″ зх. д. / 49.230833° пн. ш. 123.021389° зх. д. | 53°33′34.6″ пн. ш. 113°28′34.2″ зх. д. / 53.559611° пн. ш. 113.476167° зх. д. |          |
|                                                                               |                                                                               |                                                                               |          |
| Toronto                                                                       | Оттава                                                                        | Монреаль                                                                      |          |
| Національний футбольний стадіон                                               | Френк Клер Стедіум                                                            | Олімпійський стадіон                                                          |          |
| Місткість: 20,195                                                             | Місткість: 26,559                                                             | Місткість: 66,308                                                             |          |
| 43°37′59.5″ пн. ш. 79°25′06.8″ зх. д. / 43.633194° пн. ш. 79.418556° зх. д.   | 45°23′55.8″ пн. ш. 75°41′03.6″ зх. д. / 45.398833° пн. ш. 75.684333° зх. д.   | 45°33′28.8″ пн. ш. 73°33′07.2″ зх. д. / 45.558000° пн. ш. 73.552000° зх. д.   |          |
|                                                                               |                                                                               |                                                                               |          |

## Кваліфікація
Канада автоматично отримала місце у фінальному турнірі на правах господаря. Решта 23 учасники визначилися за підсумками 6-ти молодіжних турнірів, що проводяться кожною Конфедерацією, що входить до ФІФА. Жеребкування групового етапу відбулось 3 березня 2007 року в Liberty Grand Entertainment Complex у Торонто.
| Конфедерація | Турнір                                      | Збірні                                            |
| ------------ | ------------------------------------------- | ------------------------------------------------- |
| АФК          | Молодіжний чемпіонат Азії 2006              | Японія Йорданія1 Північна Корея1 Південна Корея   |
| КАФ          | Юнацький (U-20) чемпіонат Африки 2007       | Республіка Конго1 Гамбія1 Нігерія Замбія          |
| КОНКАКАФ     | Відбірковий турнір КОНКАКАФ 2007            | Коста-Рика Мексика Панама США                     |
| КОНМЕБОЛ     | Молодіжний чемпіонат Південної Америки 2007 | Аргентина Бразилія Чилі Уругвай                   |
| ОФК          | Молодіжний чемпіонат ОФК 2007               | Нова Зеландія1                                    |
| УЄФА         | Юнацький чемпіонат Європи (U-19) 2006       | Австрія Чехія Польща Португалія Шотландія Іспанія |
| Господар     | Господар                                    | Канада                                            |

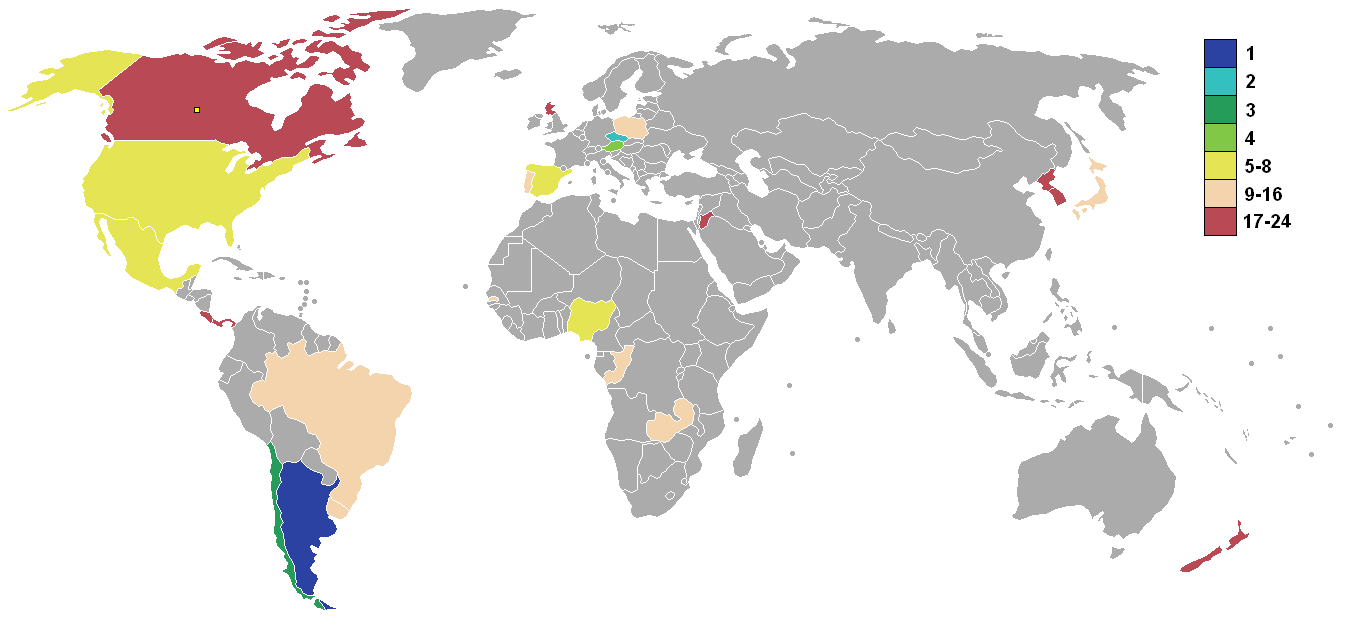
Учасники молодіжного чемпіонату світу 2007.

1.↑  Дебютант молодіжних чемпіонатів світу.

## Арбітри
| Конфедерація | Головний арбітр                     | Асистенти                                                            |
| ------------ | ----------------------------------- | -------------------------------------------------------------------- |
| АФК          | Субхіддін Мохд Саллех (Малайзія)    | Mu Yuxin (Китай) Таном Борікут (Таїланд)                             |
| АФК          | Равшан Ірматов (Узбекистан)         | Абдухамідулло Расулов (Uzbekistan) Бахадир Кочкаров (Kyrgyzstan)     |
| КАФ          | Мохамед Бенуза (Алжир)              | Амар Талбі (Алжир) Мазарі Керай (Алжир)                              |
| КОНКАКАФ     | Стівен Деп'єро (Канада)             | Ектор Вергара (Канада) Джо Флетчер (Канада)                          |
| КОНКАКАФ     | Хоель Агілар (Сальвадор)            | Роберто Хірон (Гондурас) Даніель Вільямсон (Панама)                  |
| КОНКАКАФ     | Херман Арредондо (Мексика)          | Ектор Дельгадільйо (Мексика) Франсіско Перес (Мексика)               |
| КОНКАКАФ     | Енріко Вейнгарде (Суринам)          | Ентоні Гервуд (Ямайка) Рікардо Морган (Ямайка)                       |
| КОНКАКАФ     | Террі Вон (США)                     | Кріс Стрікленд (США) Джордж Ганснер (США)                            |
| КОНМЕБОЛ     | Ернандо Буїтраго (Колумбія)         | Абрахам Гонсалес (Колумбія) Рафаель Рівас (Колумбія)                 |
| ОФК          | Пітер О'Лірі (Нова Зеландія)        | Брент Бест (Нова Зеландія) Калоата Чіліа (Вануату)                   |
| УЄФА         | Говард Вебб (Англія)                | Майк Малларкі (Англія) Даррен Кенн (Англія)                          |
| УЄФА         | Вольфганг Штарк (Німеччина)         | Ян-Гендрік Салвер (Німеччина) Фолькер Візель (Німеччина)             |
| УЄФА         | Віктор Кашшаї (Угорщина)            | Габор Ерош (Угорщина) Тібор Вамош (Угорщина)                         |
| УЄФА         | Альберто Ундіано Мальєнко (Іспанія) | Фермін Мартінес Ібаньес (Іспанія) Хуан Карлос Юсте Хіменес (Іспанія) |
| УЄФА         | Мартін Ганссон (Швеція)             | Стефан Віттберг (Швеція) Хенрік Андрен (Швеція)                      |

## Склади
Команди мали подати заявку з 21 гравця (троє з яких — воротарі).

## Груповий етап

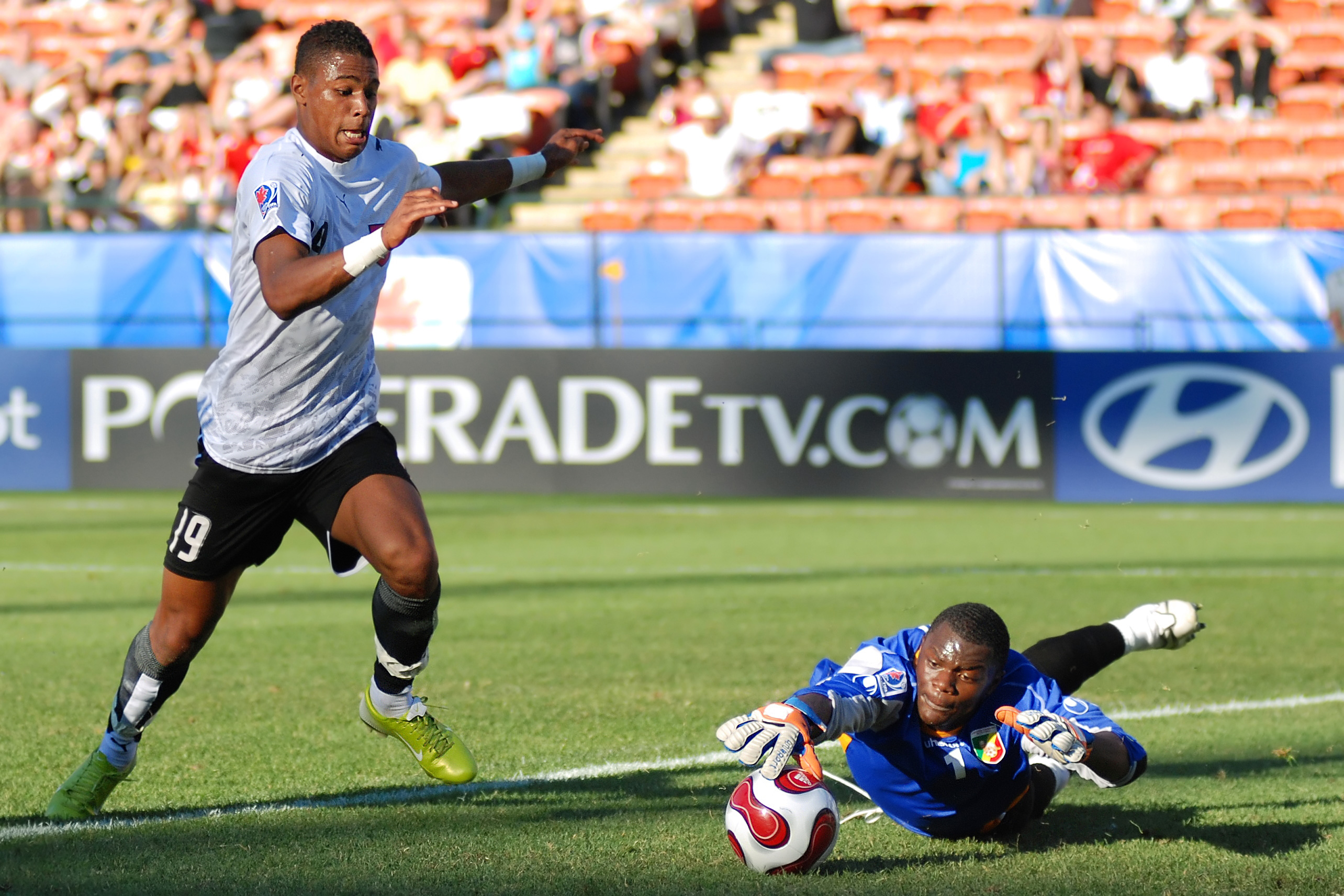
Австрієць Рубін Окоті (ліворуч) проти конголезця Дестен Онка на Стадіоні Співдружності в Едмонтоні. 2 липня 2007 року.

Переможці груп і команди, що зайняли другі місця, так само як і чотири найкращі команди, що зайняли треті місця, проходять в 1/8 фіналу.
| Умовні колірні позначення | Умовні колірні позначення          |
| ------------------------- | ---------------------------------- |
|                           | Команди, що проходять в 1/8 фіналу |

### Група A
| Збірна           | І | В | Н | П | ГЗ | ГП | РГ | О | Кваліфікація    |
| ---------------- | - | - | - | - | -- | -- | -- | - | --------------- |
| Чилі             | 3 | 2 | 1 | 0 | 6  | 0  | +6 | 7 | Вихід в плей-оф |
| Австрія          | 3 | 1 | 2 | 0 | 2  | 1  | +1 | 5 | Вихід в плей-оф |
| Республіка Конго | 3 | 1 | 1 | 1 | 3  | 4  | −1 | 4 | Вихід в плей-оф |
| Канада           | 3 | 0 | 0 | 3 | 0  | 6  | −6 | 0 |                 |

| 1 липня 2007 19:45 EDT 23:45 UTC |

| Канада | 0–3      | Чилі                                |
| ------ | -------- | ----------------------------------- |
|        | Протокол | Медіна 25' Кармона 54' Грондона 81' |

| Національний футбольний стадіон, Торонто Глядачів: 20,195 Арбітр: Альберто Ундіано Мальєнко (Іспанія) |

| 2 липня 2007 17:45 MDT 23:45 UTC |

| Республіка Конго | 1–1      | Австрія   |
| ---------------- | -------- | --------- |
| Ібара 59' (пен.) | Протокол | Гоффер 7' |

| Стадіон Співдружності, Едмонтон Глядачів: 19,899 Арбітр: Енріко Вейнгарде (Суринам) |

| 5 липня 2007 17:45 MDT 23:45 UTC |

| Австрія   | 1–0      | Канада |
| --------- | -------- | ------ |
| Окоті 47' | Протокол |        |

| Стадіон Співдружності, Едмонтон Глядачів: 31,579 Арбітр: Ернандо Буїтраго (Колумбія) |

| 5 липня 2007 20:30 MDT 02:30 UTC |

| Чилі                             | 3–0      | Республіка Конго |
| -------------------------------- | -------- | ---------------- |
| Санчес 49' Медіна 75' Відаль 82' | Протокол |                  |

| Стадіон Співдружності, Едмонтон Глядачів: 30,352 Арбітр: Равшан Ірматов (Узбекистан) |

| 8 липня 2007 18:00 MDT 00:00 UTC |

| Канада | 0–2      | Республіка Конго       |
| ------ | -------- | ---------------------- |
|        | Протокол | Нгакоссо 26' Ікума 60' |

| Стадіон Співдружності, Едмонтон Глядачів: 32,058 Арбітр: Говард Вебб (Англія) |

| 8 липня 2007 20:00 EDT 00:00 UTC |

| Чилі | 0–0      | Австрія |
| ---- | -------- | ------- |
|      | Протокол |         |

| Національний футбольний стадіон, Торонто Глядачів: 19,526 Арбітр: Хоель Агілар (Сальвадор) |

### Група B
| Збірна   | І | В | Н | П | ГЗ | ГП | РГ | О | Кваліфікація    |
| -------- | - | - | - | - | -- | -- | -- | - | --------------- |
| Іспанія  | 3 | 2 | 1 | 0 | 8  | 5  | +3 | 7 | Вихід в плей-оф |
| Замбія   | 3 | 1 | 1 | 1 | 4  | 3  | +1 | 4 | Вихід в плей-оф |
| Уругвай  | 3 | 1 | 1 | 1 | 3  | 4  | −1 | 4 | Вихід в плей-оф |
| Йорданія | 3 | 0 | 1 | 2 | 3  | 6  | −3 | 1 |                 |

| 1 липня 2007 14:15 PDT 21:15 UTC |

| Йорданія        | 1–1      | Замбія          |
| --------------- | -------- | --------------- |
| Абдалла Діб 41' | Протокол | Тембо 8' (пен.) |

| Свонгард, Бернабі Глядачів: 10,000 Арбітр: Террі Вон (США) |

| 1 липня 2007 17:00 PDT 00:00 UTC |

| Іспанія                    | 2–2      | Уругвай                  |
| -------------------------- | -------- | ------------------------ |
| Адріан Л. 71' Капель 90+3' | Протокол | Кавані 47' Л. Суарес 56' |

| Свонгард, Бернабі Глядачів: 10,000 Арбітр: Вольфганг Штарк (Німеччина) |

| 4 липня 2007 17:00 PDT 00:00 UTC |

| Уругвай    | 1–0      | Йорданія |
| ---------- | -------- | -------- |
| Кавані 40' | Протокол |          |

| Свонгард, Бернабі Глядачів: 10,000 Арбітр: Пітер О'Лірі (Нова Зеландія) |

| 4 липня 2007 19:45 PDT 02:45 UTC |

| Замбія      | 1–2      | Іспанія                       |
| ----------- | -------- | ----------------------------- |
| Нджобву 74' | Протокол | М. Суарес 30' (пен.) Мата 40' |

| Свонгард, Бернабі Глядачів: 10,000 Арбітр: Херман Арредондо (Мексика) |

| 7 липня 2007 14:15 PDT 21:15 UTC |

| Іспанія                              | 4–2      | Йорданія          |
| ------------------------------------ | -------- | ----------------- |
| Адріан Л. 29', 32', 38' Маркітос 79' | Протокол | Омран 48' Діб 56' |

| Свонгард, Бернабі Глядачів: 10,000 Арбітр: Ернандо Буїтраго (Колумбія) |

| 7 липня 2007 14:15 PDT 21:15 UTC |

| Уругвай | 0–2      | Замбія                      |
| ------- | -------- | --------------------------- |
|         | Протокол | Муленга 22' (пен.) Кола 51' |

| Роял Атлетік Парк, Вікторія Глядачів: 11,500 Арбітр: Мартін Ганссон (Швеція) |

### Група C
| Збірна        | І | В | Н | П | ГЗ | ГП | РГ | О | Кваліфікація    |
| ------------- | - | - | - | - | -- | -- | -- | - | --------------- |
| Мексика       | 3 | 3 | 0 | 0 | 7  | 2  | +5 | 9 | Вихід в плей-оф |
| Гамбія        | 3 | 2 | 0 | 1 | 3  | 4  | −1 | 6 | Вихід в плей-оф |
| Португалія    | 3 | 1 | 0 | 2 | 4  | 4  | 0  | 3 | Вихід в плей-оф |
| Нова Зеландія | 3 | 0 | 0 | 3 | 1  | 5  | −4 | 0 |                 |

| 2 липня 2007 14:15 EDT 18:15 UTC |

| Португалія           | 2–0      | Нова Зеландія |
| -------------------- | -------- | ------------- |
| Гама 45', 61' (пен.) | Протокол |               |

| Національний футбольний стадіон, Торонто Глядачів: 19,526 Арбітр: Ернандо Буїтраго (Колумбія) |

| 2 липня 2007 17:00 EDT 21:00 UTC |

| Гамбія | 0–3      | Мексика                                |
| ------ | -------- | -------------------------------------- |
|        | Протокол | дос Сантос 57' Морено 67' Чічаріто 89' |

| Національний футбольний стадіон, Торонто Глядачів: 19,526 Арбітр: Равшан Ірматов (Узбекистан) |

| 5 липня 2007 17:00 EDT 21:00 UTC |

| Нова Зеландія | 0–1      | Гамбія    |
| ------------- | -------- | --------- |
|               | Протокол | Яллоу 22' |

| Національний футбольний стадіон, Торонто Глядачів: 19,526 Арбітр: Хоель Агілар (Сальвадор) |

| 5 липня 2007 19:45 EDT 23:45 UTC |

| Мексика                           | 2–1      | Португалія  |
| --------------------------------- | -------- | ----------- |
| дос Сантос 48' (пен.) Баррера 66' | Протокол | Антунеш 89' |

| Національний футбольний стадіон, Торонто Глядачів: 19,526 Арбітр: Говард Вебб (Англія) |

| 8 липня 2007 17:15 EDT 21:15 UTC |

| Португалія   | 1–2      | Гамбія                        |
| ------------ | -------- | ----------------------------- |
| Кондессу 20' | Протокол | Яллоу 44' (пен.) Мансаллі 68' |

| Олімпійський стадіон, Монреаль Глядачів: 28,402 Арбітр: Вольфганг Штарк (Німеччина) |

| 8 липня 2007 15:15 MDT 21:15 UTC |

| Нова Зеландія         | 1–2      | Мексика                |
| --------------------- | -------- | ---------------------- |
| Джек ПелтерПелтер 89' | Протокол | Бермудес 24' Марес 78' |

| Стадіон Співдружності, Едмонтон Глядачів: 29,792 Арбітр: Мохамед Бенуза (Алжир) |

### Група D
| Збірна         | І | В | Н | П | ГЗ | ГП | РГ | О | Кваліфікація    |
| -------------- | - | - | - | - | -- | -- | -- | - | --------------- |
| США            | 3 | 2 | 1 | 0 | 9  | 3  | +6 | 7 | Вихід в плей-оф |
| Польща         | 3 | 1 | 1 | 1 | 3  | 7  | −4 | 4 | Вихід в плей-оф |
| Бразилія       | 3 | 1 | 0 | 2 | 4  | 5  | −1 | 3 | Вихід в плей-оф |
| Південна Корея | 3 | 0 | 2 | 1 | 4  | 5  | −1 | 2 |                 |

| 30 червня 2007 14:15 EDT 18:15 UTC |

| Польща        | 1–0      | Бразилія |
| ------------- | -------- | -------- |
| Крихов'як 23' | Протокол |          |

| Олімпійський стадіон, Монреаль Глядачів: 55,800 Арбітр: Говард Вебб (Англія) |

| 30 червня 2007 17:00 EDT 21:00 UTC |

| Південна Корея  | 1–1      | США        |
| --------------- | -------- | ---------- |
| Сін Йон Рок 38' | Протокол | Шетела 17' |

| Олімпійський стадіон, Монреаль Глядачів: 55,800 Арбітр: Хоель Агілар (Сальвадор) |

| 3 липня 2007 17:00 EDT 21:00 UTC |

| США                                            | 6–1      | Польща   |
| ---------------------------------------------- | -------- | -------- |
| Шетела 9', 51' Аду 20', 45+3', 85' Алтідор 70' | Протокол | Янчик 5' |

| Олімпійський стадіон, Монреаль Глядачів: 35,801 Арбітр: Мартін Ганссон (Швеція) |

| 3 липня 2007 19:45 EDT 23:45 UTC |

| Бразилія                 | 3–2      | Південна Корея                  |
| ------------------------ | -------- | ------------------------------- |
| Амарал 35' Пату 48', 59' | Протокол | Сім Йон-Сун 83' Сін Йон Рок 89' |

| Олімпійський стадіон, Монреаль Глядачів: 35,801 Арбітр: Віктор Кашшаї (Угорщина) |

| 6 липня 2007 19:45 EDT 23:45 UTC |

| Бразилія         | 1–2      | США              |
| ---------------- | -------- | ---------------- |
| Леандро Ліма 64' | Протокол | Алтідор 25', 81' |

| Френк Клер Стедіум, Оттава Глядачів: 26,559 Арбітр: Альберто Ундіано Мальєнко (Іспанія) |

| 6 липня 2007 19:45 EDT 23:45 UTC |

| Польща    | 1–1      | Південна Корея |
| --------- | -------- | -------------- |
| Янчик 45' | Протокол | Лі Сан Хо 71'  |

| Олімпійський стадіон, Монреаль Глядачів: 34,912 Арбітр: Енріко Вейнгарде (Суринам) |

### Група E

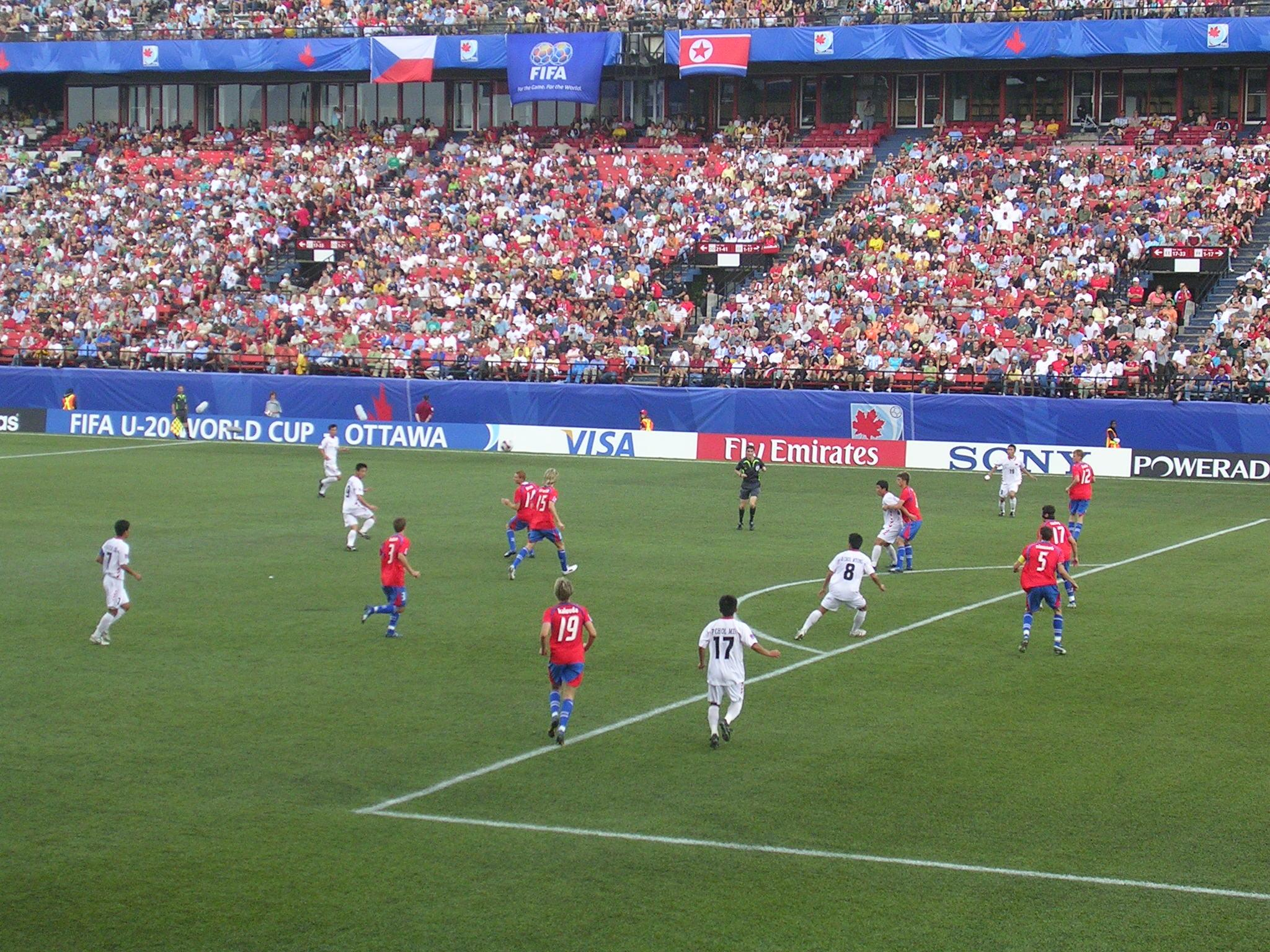
Матч Чехія—КНДР на Френк Клер Стедіум. Оттава, 3 липня 2007.

| Збірна         | І | В | Н | П | ГЗ | ГП | РГ | О | Кваліфікація    |
| -------------- | - | - | - | - | -- | -- | -- | - | --------------- |
| Аргентина      | 3 | 2 | 1 | 0 | 7  | 0  | +7 | 7 | Вихід в плей-оф |
| Чехія          | 3 | 1 | 2 | 0 | 4  | 3  | +1 | 5 | Вихід в плей-оф |
| Північна Корея | 3 | 0 | 2 | 1 | 2  | 3  | −1 | 2 |                 |
| Панама         | 3 | 0 | 1 | 2 | 1  | 8  | −7 | 1 |                 |

| 30 червня 2007 16:30 EDT 20:30 UTC |

| Північна Корея | 0–0      | Панама |
| -------------- | -------- | ------ |
|                | Протокол |        |

| Френк Клер Стедіум, Оттава Глядачів: 26,559 Арбітр: Мохамед Бенуза (Алжир) |

| 30 червня 2007 19:15 EDT 23:15 UTC |

| Аргентина | 0–0      | Чехія |
| --------- | -------- | ----- |
|           | Протокол |       |

| Френк Клер Стедіум, Оттава Глядачів: 26,559 Арбітр: Мартін Ганссон (Швеція) |

| 3 липня 2007 17:00 EDT 21:00 UTC |

| Чехія                 | 2–2      | Північна Корея                        |
| --------------------- | -------- | ------------------------------------- |
| Калоуда 56' Фенін 66' | Протокол | Кім Кум Іл 12' Чон Кван Ік 89' (пен.) |

| Френк Клер Стедіум, Оттава Глядачів: 22,200 Арбітр: Альберто Ундіано Мальєнко (Іспанія) |

| 3 липня 2007 19:45 EDT 23:45 UTC |

| Панама | 0–6      | Аргентина                                                |
| ------ | -------- | -------------------------------------------------------- |
|        | Протокол | Моралес 20', 27' Сарате 23' Агуеро 25', 62' Ді Марія 76' |

| Френк Клер Стедіум, Оттава Глядачів: 23,500 Арбітр: Субхіддін Мохд Саллех (Малайзія) |

| 6 липня 2007 17:00 EDT 21:00 UTC |

| Чехія                     | 2–1      | Панама      |
| ------------------------- | -------- | ----------- |
| Калоуда 79' Стржештік 82' | Протокол | Бараона 84' |

| Олімпійський стадіон, Монреаль Глядачів: 34,912 Арбітр: Стівен Деп'єро (Канада) |

| 6 липня 2007 17:00 EDT 21:00 UTC |

| Аргентина  | 1–0      | Північна Корея |
| ---------- | -------- | -------------- |
| Агуеро 35' | Протокол |                |

| Френк Клер Стедіум, Оттава Глядачів: 26,559 Арбітр: Віктор Кашшаї (Угорщина) |

### Група F
| Збірна     | І | В | Н | П | ГЗ | ГП | РГ | О | Кваліфікація    |
| ---------- | - | - | - | - | -- | -- | -- | - | --------------- |
| Японія     | 3 | 2 | 1 | 0 | 4  | 1  | +3 | 7 | Вихід в плей-оф |
| Нігерія    | 3 | 2 | 1 | 0 | 3  | 0  | +3 | 7 | Вихід в плей-оф |
| Коста-Рика | 3 | 1 | 0 | 2 | 2  | 3  | −1 | 3 |                 |
| Шотландія  | 3 | 0 | 0 | 3 | 2  | 7  | −5 | 0 |                 |

| 1 липня 2007 14:15 PDT 21:15 UTC |

| Японія                             | 3–1      | Шотландія    |
| ---------------------------------- | -------- | ------------ |
| Морісіма 43' Умесакі 57' Аояма 79' | Протокол | Кемпбелл 82' |

| Роял Атлетік Парк, Вікторія Глядачів: 11,500 Арбітр: Херман Арредондо (Мексика) |

| 1 липня 2007 17:00 PDT 00:00 UTC |

| Нігерія  | 1–0      | Коста-Рика |
| -------- | -------- | ---------- |
| Ідеє 75' | Протокол |            |

| Роял Атлетік Парк, Вікторія Глядачів: 11,500 Арбітр: Пітер О'Лірі (Нова Зеландія) |

| 4 липня 2007 17:00 PDT 00:00 UTC |

| Коста-Рика | 0–1      | Японія     |
| ---------- | -------- | ---------- |
|            | Протокол | Танака 68' |

| Роял Атлетік Парк, Вікторія Глядачів: 10,500 Арбітр: Вольфганг Штарк (Німеччина) |

| 4 липня 2007 19:45 PDT 02:45 UTC |

| Шотландія | 0–2      | Нігерія       |
| --------- | -------- | ------------- |
|           | Протокол | Бала 49', 78' |

| Роял Атлетік Парк, Вікторія Глядачів: 10,500 Арбітр: Террі Вон (США) |

| 7 липня 2007 17:00 PDT 00:00 UTC |

| Японія | 0–0      | Нігерія |
| ------ | -------- | ------- |
|        | Протокол |         |

| Роял Атлетік Парк, Вікторія Глядачів: 11,500 Арбітр: Херман Арредондо (Мексика) |

| 7 липня 2007 17:00 PDT 00:00 UTC |

| Шотландія    | 1–2      | Коста-Рика                  |
| ------------ | -------- | --------------------------- |
| Рейнолдс 18' | Протокол | Еррера 57' Макдональд 90+2' |

| Свонгард, Бернабі Глядачів: 10,000 Арбітр: Субхіддін Мохд Саллех (Малайзія) |

### Рейтинг третіх місць
| Група | Збірна           | І | В | Н | П | ГЗ | ГП | РГ | О | Кваліфікація    |
| ----- | ---------------- | - | - | - | - | -- | -- | -- | - | --------------- |
| A     | Республіка Конго | 3 | 1 | 1 | 1 | 3  | 4  | −1 | 4 | Вихід в плей-оф |
| B     | Уругвай          | 3 | 1 | 1 | 1 | 3  | 4  | −1 | 4 | Вихід в плей-оф |
| C     | Португалія       | 3 | 1 | 0 | 2 | 4  | 4  | 0  | 3 | Вихід в плей-оф |
| D     | Бразилія         | 3 | 1 | 0 | 2 | 4  | 5  | −1 | 3 | Вихід в плей-оф |
| F     | Коста-Рика       | 3 | 1 | 0 | 2 | 2  | 3  | −1 | 3 |                 |
| E     | Північна Корея   | 3 | 0 | 2 | 1 | 2  | 3  | −1 | 2 |                 |

## Плей-оф
|  | 1/8 фіналу          | 1/8 фіналу          |                     |       | Чвертьфінали | Чвертьфінали |                    |                    | Півфінали | Півфінали |  |  | Фінал | Фінал |
|  |                     |                     |                     |       |              |              |                    |                    |           |           |  |  |       |       |
|  | 11 липня – Едмонтон |                     |                     |       |              |              |                    |                    |           |           |  |  |       |       |
|  |                     |                     |                     |       |              |              |                    |                    |           |           |  |  |       |       |
|  | Австрія             | 2                   |                     |       |              |              |                    |                    |           |           |  |  |       |       |
|  | Австрія             | 2                   | 14 липня — Торонто  |       |              |              |                    |                    |           |           |  |  |       |       |
|  | Гамбія              | 1                   |                     |       |              |              |                    |                    |           |           |  |  |       |       |
|  | Гамбія              | 1                   | Австрія (aet)       | 2     |              |              |                    |                    |           |           |  |  |       |       |
|  | 11 липня — Торонто  |                     | Австрія (aet)       | 2     |              |              |                    |                    |           |           |  |  |       |       |
|  |                     | США                 | 1                   |       |              |              |                    |                    |           |           |  |  |       |       |
|  | США (д.ч.)          | США                 | 1                   | 2     |              |              |                    |                    |           |           |  |  |       |       |
|  | США (д.ч.)          |                     | 18 липня — Едмонтон | 2     |              |              |                    |                    |           |           |  |  |       |       |
|  | Уругвай             | 1                   |                     |       |              |              |                    |                    |           |           |  |  |       |       |
|  | Уругвай             | 1                   | Австрія             | 0     |              |              |                    |                    |           |           |  |  |       |       |
|  | 11 липня — Бернабі  |                     | Австрія             | 0     |              |              |                    |                    |           |           |  |  |       |       |
|  |                     | Чехія               | 2                   |       |              |              |                    |                    |           |           |  |  |       |       |
|  | Іспанія (д.ч.)      | Чехія               | 2                   | 4     |              |              |                    |                    |           |           |  |  |       |       |
|  | Іспанія (д.ч.)      | 14 липня — Едмонтон |                     | 4     |              |              |                    |                    |           |           |  |  |       |       |
|  | Бразилія            | 2                   |                     |       |              |              |                    |                    |           |           |  |  |       |       |
|  | Бразилія            | 2                   | Іспанія             | 1 (3) |              |              |                    |                    |           |           |  |  |       |       |
|  | 11 липня — Вікторія |                     | Іспанія             | 1 (3) |              |              |                    |                    |           |           |  |  |       |       |
|  |                     | Чехія (п.)          | 1 (4)               |       |              |              |                    |                    |           |           |  |  |       |       |
|  | Японія              | Чехія (п.)          | 1 (4)               | 2 (3) |              |              |                    |                    |           |           |  |  |       |       |
|  | Японія              |                     | 22 липня — Торонто  | 2 (3) |              |              |                    |                    |           |           |  |  |       |       |
|  | Чехія (п.)          | 2 (4)               |                     |       |              |              |                    |                    |           |           |  |  |       |       |
|  | Чехія (п.)          | 2 (4)               | Чехія               | 1     |              |              |                    |                    |           |           |  |  |       |       |
|  | 12 липня — Едмонтон |                     | Чехія               | 1     |              |              |                    |                    |           |           |  |  |       |       |
|  |                     | Аргентина           | 2                   |       |              |              |                    |                    |           |           |  |  |       |       |
|  | Чилі                | Аргентина           | 2                   | 1     |              |              |                    |                    |           |           |  |  |       |       |
|  | Чилі                | 15 липня — Монреаль |                     | 1     |              |              |                    |                    |           |           |  |  |       |       |
|  | Португалія          | 0                   |                     |       |              |              |                    |                    |           |           |  |  |       |       |
|  | Португалія          | 0                   | Чилі (д.ч.)         | 4     |              |              |                    |                    |           |           |  |  |       |       |
|  | 12 липня — Оттава   |                     | Чилі (д.ч.)         | 4     |              |              |                    |                    |           |           |  |  |       |       |
|  |                     | Нігерія             | 0                   |       |              |              |                    |                    |           |           |  |  |       |       |
|  | Замбія              | Нігерія             | 0                   | 1     |              |              |                    |                    |           |           |  |  |       |       |
|  | Замбія              |                     | 19 липня — Торонто  | 1     |              |              |                    |                    |           |           |  |  |       |       |
|  | Нігерія             | 2                   |                     |       |              |              |                    |                    |           |           |  |  |       |       |
|  | Нігерія             | 2                   | Чилі                | 0     |              |              |                    |                    |           |           |  |  |       |       |
|  | 12 липня — Торонто  |                     | Чилі                | 0     |              |              |                    |                    |           |           |  |  |       |       |
|  |                     | Аргентина           | 3                   |       | Фінал        | Фінал        |                    |                    |           |           |  |  |       |       |
|  | Аргентина           | Аргентина           | 3                   | 3     | Фінал        | Фінал        |                    |                    |           |           |  |  |       |       |
|  | Аргентина           | 15 липня — Оттава   | 15 липня — Оттава   | 3     |              |              | 22 липня — Торонто | 22 липня — Торонто |           |           |  |  |       |       |
|  | Польща              | 15 липня — Оттава   | 15 липня — Оттава   | 1     |              |              | 22 липня — Торонто | 22 липня — Торонто |           |           |  |  |       |       |
|  | Польща              | Аргентина           | 1                   | 1     | Австрія      | 0            |                    |                    |           |           |  |  |       |       |
|  | 12 липня — Монреаль | Аргентина           | 1                   |       | Австрія      | 0            |                    |                    |           |           |  |  |       |       |
|  |                     | Мексика             | 0                   |       | Чилі         | 1            |                    |                    |           |           |  |  |       |       |
|  | Мексика             | Мексика             | 0                   | 3     | Чилі         | 1            |                    |                    |           |           |  |  |       |       |
|  | Мексика             |                     |                     | 3     |              |              |                    |                    |           |           |  |  |       |       |
|  | Республіка Конго    | 0                   |                     |       |              |              |                    |                    |           |           |  |  |       |       |
|  | Республіка Конго    | 0                   |                     |       |              |              |                    |                    |           |           |  |  |       |       |

### 1/8 фіналу
| 11 липня 2007 17:45 MDT 23:45 UTC |

| Австрія                 | 2–1      | Гамбія    |
| ----------------------- | -------- | --------- |
| Предль 45+1' Гоффер 81' | Протокол | Гомес 69' |

| Стадіон Співдружності, Едмонтон Глядачів: 18,721 Арбітр: Мохамед Бенуза (Алжир) |

| 11 липня 2007 19:45 EDT 23:45 UTC |

| США                           | 2–1      | Уругвай       |
| ----------------------------- | -------- | ------------- |
| Кардасіо 87' (аг) Бредлі 107' | Протокол | L. Suárez 73' |

| Національний футбольний стадіон, Торонто Глядачів: 19,526 Арбітр: Равшан Ірматов (Узбекистан) |

| 11 липня 2007 20:15 PDT 03:15 UTC |

| Іспанія                                            | 4–2      | Бразилія                  |
| -------------------------------------------------- | -------- | ------------------------- |
| Піке 43' Х. Гарсія 84' Буено 102' Адріан Л. 120+1' | Протокол | Леандро Ліма 39' Пату 41' |

| Свонгард, Бернабі Глядачів: 10,000 Арбітр: Мартін Ганссон (Швеція) |

| 11 липня 2007 20:15 PDT 03:15 UTC |

| Японія                                      | 2–2      | Чехія                                       |
| ------------------------------------------- | -------- | ------------------------------------------- |
| Макіно 22' Морісіма 47' (пен.)              | Протокол | Кудела 74' (пен.) Мареш 77' (пен.)          |
|                                             | Пенальті |                                             |
| Ясуда · Аокі · Макіно · Морісіма · Касівагі | 3–4      | Фенін · Кудела · Сухий · Пекгарт · Оклештек |

| Роял Атлетік Парк, Вікторія Глядачів: 11,500 Арбітр: Ернандо Буїтраго (Колумбія) |

| 12 липня 2007 16:45 EDT 20:45 UTC |

| Замбія   | 1–2      | Нігерія                  |
| -------- | -------- | ------------------------ |
| Кола 33' | Протокол | Елдерсон 3' Акабуезе 57' |

| Френк Клер Стедіум, Оттава Глядачів: 22,531 Арбітр: Вольфганг Штарк (Німеччина) |

| 12 липня 2007 16:45 EDT 20:45 UTC |

| Аргентина                    | 3–1      | Польща    |
| ---------------------------- | -------- | --------- |
| Ді Марія 40' Агуеро 46', 86' | Протокол | Янчик 33' |

| Національний футбольний стадіон, Торонто Глядачів: 19,526 Арбітр: Хоель Агілар (Сальвадор) |

| 12 липня 2007 19:45 EDT 23:45 UTC |

| Мексика                                         | 3–0      | Республіка Конго |
| ----------------------------------------------- | -------- | ---------------- |
| дос Сантос 23' (пен.) Еспарса 85' Баррера 90+4' | Протокол |                  |

| Олімпійський стадіон, Монреаль Глядачів: 40,204 Арбітр: Віктор Кашшаї (Угорщина) |

| 12 липня 2007 17:45 MDT 23:45 UTC |

| Чилі       | 1–0      | Португалія |
| ---------- | -------- | ---------- |
| Відаль 45' | Протокол |            |

| Стадіон Співдружності, Едмонтон Глядачів: 24,687 Арбітр: Субхіддін Мохд Саллех (Малайзія) |

### Чвертьфінали
| 14 липня 2007 14:15 EDT 18:15 UTC |

| Австрія               | 2–1      | США         |
| --------------------- | -------- | ----------- |
| Окоті 43' Гоффер 105' | Протокол | Алтідор 15' |

| Національний футбольний стадіон, Торонто Глядачів: 19,526 Арбітр: Мартін Ганссон (Швеція) |

| 14 липня 2007 17:45 MDT 23:45 UTC |

| Іспанія                                        | 1–1      | Чехія                            |
| ---------------------------------------------- | -------- | -------------------------------- |
| Мата 110'                                      | Протокол | Калоуда 103'                     |
|                                                | Пенальті |                                  |
| Мата · Адріан Г. · Вальєнте · Х. Гарсія · Піке | 3–4      | Фенін · Сухий · Кудела · Пекгарт |

| Стадіон Співдружності, Едмонтон Глядачів: 26,801 Арбітр: Равшан Ірматов (Узбекистан) |

| 15 липня 2007 14:15 EDT 18:15 UTC |

| Чилі                                                  | 4–0      | Нігерія |
| ----------------------------------------------------- | -------- | ------- |
| Грондона 96' Ісла 114' (пен.), 117' Відангоссі 120+2' | Протокол |         |

| Олімпійський стадіон, Монреаль Глядачів: 46,252 Арбітр: Говард Вебб (Англія) |

| 15 липня 2007 19:45 EDT 23:45 UTC |

| Аргентина   | 1–0      | Мексика |
| ----------- | -------- | ------- |
| Моралес 45' | Протокол |         |

| Френк Клер Стедіум, Оттава Глядачів: 26,559 Арбітр: Альберто Ундіано Мальєнко (Іспанія) |

### Півфінали
| 18 липня 2007 17:45 MDT 23:45 UTC |

| Австрія | 0–2      | Чехія               |
| ------- | -------- | ------------------- |
|         | Протокол | Мічола 4' Фенін 15' |

| Стадіон Співдружності, Едмонтон Глядачів: 28,401 Арбітр: Говард Вебб (Англія) |

| 19 липня 2007 19:45 EDT 23:45 UTC |

| Чилі | 0–3      | Аргентина                           |
| ---- | -------- | ----------------------------------- |
|      | Протокол | Ді Марія 12' Якоб 65' Моралес 90+3' |

| Національний футбольний стадіон, Торонто Глядачів: 19,526 Арбітр: Вольфганг Штарк (Німеччина) |

### Матч за третє місце
| 22 липня 2007 12:15 EDT 16:15 UTC |

| Австрія | 0–1      | Чилі           |
| ------- | -------- | -------------- |
|         | Протокол | Мартінес 45+1' |

| Національний футбольний стадіон, Торонто Глядачів: 19,526 Арбітр: Мартін Ганссон (Швеція) |

### Фінал
| 22 липня 2007 15:15 EDT 19:15 UTC |

| Чехія     | 1–2      | Аргентина             |
| --------- | -------- | --------------------- |
| Фенін 60' | Протокол | Агуеро 62' Сарате 86' |

| Національний футбольний стадіон, Торонто Глядачів: 19,526 Арбітр: Альберто Ундіано Мальєнко (Іспанія) |

| Чехія | Аргентина |

| ЧЕХІЯ:           |    |                 |     |
|                  |    |                 |     |
| GK               | 1  | Радек Петр      |     |
| RB               | 6  | Ондржей Кудела  | 14' |
| CB               | 4  | Ондржей Мазух   | 81' |
| CB               | 5  | Ян Шимунек      | 35' |
| LB               | 3  | Лукаш Кубань    | 1'  |
| RW               | 10 | Якуб Мареш      | 76' |
| CM               | 17 | Марек Сухий     |     |
| CM               | 19 | Любош Калоуда   |     |
| LW               | 13 | Томаш Мічола    | 73' |
| CF               | 9  | Мартин Фенін    | 87' |
| CF               | 15 | Марек Стржештік | 83' |
| Заміни:          |    |                 |     |
| MF               | 14 | Марцел Гецов    | 76' |
| FW               | 18 | Томаш Пекгарт   | 83' |
| Головний тренер: |    |                 |     |
| Мірослав Соукуп  |    |                 |     |

| АРГЕНТИНА:       |    |                   |       |
|                  |    |                   |       |
| GK               | 1  | Серхіо Ромеро     |       |
| RB               | 14 | Леонардо Сігалі   |       |
| CB               | 2  | Федеріко Фасіо    |       |
| CB               | 4  | Габріель Меркадо  | 33'   |
| LB               | 3  | Еміліано Інсуа    |       |
| RM               | 17 | Максі Моралес     | 90+3' |
| CM               | 8  | Матіас Санчес     | 25'   |
| CM               | 5  | Евер Банега       | 90+2' |
| LM               | 19 | Пабло П'ятті      | 80'   |
| CF               | 9  | Мауро Сарате      | 40'   |
| CF               | 10 | Серхіо Агуеро     |       |
| Заміни:          |    |                   |       |
| DF               | 20 | Лаутаро Акоста    | 80'   |
| MF               | 15 | Алехандро Кабраль | 90+3' |
| Головний тренер: |    |                   |       |
| Уго Токаллі      |    |                   |       |

| Чемпіони світу U-20 2007 |
| ------------------------ |
| Аргентина 6-ий титул     |

## Бомбардири
6 голів
- Серхіо Агуеро

5 голів
- Адріан Лопес Альварес

4 голи
| - Максі Моралес | - Джозі Алтідор |  |

3 голи
| - Анхель Ді Марія - Ервін Гоффер - Алешандре Пату | - Мартин Фенін - Любош Калоуда - Джовані дос Сантос | - Давід Янчик - Фредді Аду - Денні Шетела |

2 голи
| - Мауро Сарате - Рубін Окоті - Леандро Ліма - Хайме Грондона - Маурісіо Ісла - Ніколас Медіна | - Артуро Відаль - Усман Яллоу - Морісіма Ясухіто - Абдалла Діб - Пабло Баррера - Езекіел Бала | - Бруну Гама - Сін Йон Рок - Хуан Мата - Едінсон Кавані - Луїс Суарес - Роджерс Кола |

1 гол
| - Клаудіо Якоб - Себастьян Предль - Амарал - Карлос Кармона - Ганс Мартінес - Алексіс Санчес - Матіас Відангоссі - Франшель Ібара - Грасіа Ікума - Ермеджеа Нгакоссо - Пабло Еррера - Хонатан Макдональд - Ондржей Кудела - Якуб Мареш - Томаш Мічола - Марек Стржештік - П'єр Гомес - Абдулі Мансаллі | - Аояма Дзюн - Макіно Томоакі - Танака Атому - Умесакі Цукаса - Лоай Омран - Крістіан Бермудес - Омар Еспарса - Хав'єр Ернандес Балькасар - Ектор Морено - Осмар Марес - Джек Пелтер - Чуквума Акабуезе - Ува Елдерсон Ечіеджіле - Браун Ідеє - Кім Кум Іл - Чон Кван Ік - Нельсон Бараона | - Гжегож Крихов'як - Віторіну Антунеш - Фелісьяну Кондессу - Росс Кемпбелл - Марк Рейнолдс - Лі Сан Хо - Сім Йон-Сун - Маркітос - Альберто Буено - Дієго Капель - Хаві Гарсія - Жерард Піке - Маріо Суарес - Майкл Бредлі - Кліффорд Муленга - Вільям Нджобву - Фвайо Тембо |

1 автогол
- Матіас Кардасіо (проти США)

## Нагороди
По завершенні турніру були оголошені такі нагороди:
| Золотий м'яч       | Срібний м'яч  | Бронзовий м'яч     |
| ------------------ | ------------- | ------------------ |
| Серхіо Агуеро      | Максі Моралес | Джовані дос Сантос |
| Золотий бутс       | Срібний бутс  | Бронзовий бутс     |
| Серхіо Агуеро      | Адріан Лопес  | Максі Моралес      |
| Нагорода Fair Play |               |                    |
| Японія             |               |                    |

## Підсумкова таблиця
| М                              | Збірна           | І | В | Н | П | ГЗ | ГП | РГ  | О  |
| ------------------------------ | ---------------- | - | - | - | - | -- | -- | --- | -- |
| 1                              | Аргентина        | 7 | 6 | 1 | 0 | 16 | 2  | +14 | 19 |
| 2                              | Чехія            | 7 | 2 | 4 | 1 | 10 | 8  | +2  | 10 |
| 3                              | Чилі             | 7 | 5 | 1 | 1 | 12 | 3  | +9  | 16 |
| 4                              | Австрія          | 7 | 3 | 2 | 2 | 6  | 6  | 0   | 11 |
| Вибули в чвертьфіналі          |                  |   |   |   |   |    |    |     |    |
| 5                              | Мексика          | 5 | 4 | 0 | 1 | 10 | 3  | +7  | 12 |
| 6                              | Іспанія          | 5 | 3 | 2 | 0 | 13 | 8  | +5  | 11 |
| 7                              | США              | 5 | 3 | 1 | 1 | 12 | 6  | +6  | 10 |
| 8                              | Нігерія          | 5 | 3 | 1 | 1 | 5  | 5  | 0   | 10 |
| Вибули в 1/8 фіналу            |                  |   |   |   |   |    |    |     |    |
| 9                              | Японія           | 4 | 2 | 2 | 0 | 6  | 3  | +3  | 8  |
| 10                             | Гамбія           | 4 | 2 | 0 | 2 | 4  | 6  | –2  | 6  |
| 11                             | Замбія           | 4 | 1 | 1 | 2 | 5  | 5  | 0   | 4  |
| 12                             | Уругвай          | 4 | 1 | 1 | 2 | 4  | 6  | -2  | 4  |
| 13                             | Республіка Конго | 4 | 1 | 1 | 2 | 3  | 7  | –4  | 4  |
| 14                             | Польща           | 4 | 1 | 1 | 2 | 4  | 10 | –6  | 4  |
| 15                             | Португалія       | 4 | 1 | 0 | 3 | 4  | 5  | –1  | 3  |
| 16                             | Бразилія         | 4 | 1 | 0 | 3 | 6  | 9  | –3  | 3  |
| Вибули після групового турніру |                  |   |   |   |   |    |    |     |    |
| 17                             | Коста-Рика       | 3 | 1 | 0 | 2 | 2  | 3  | –1  | 3  |
| 18                             | Південна Корея   | 3 | 0 | 2 | 1 | 4  | 5  | –1  | 2  |
| 19                             | Північна Корея   | 3 | 0 | 2 | 1 | 2  | 3  | –1  | 2  |
| 20                             | Йорданія         | 3 | 0 | 1 | 2 | 3  | 6  | –3  | 1  |
| 21                             | Панама           | 3 | 0 | 1 | 2 | 1  | 8  | –7  | 1  |
| 22                             | Шотландія        | 3 | 0 | 0 | 3 | 2  | 7  | –5  | 0  |
| 23                             | Нова Зеландія    | 3 | 0 | 0 | 3 | 1  | 5  | –4  | 0  |
| 24                             | Канада           | 3 | 0 | 0 | 3 | 0  | 6  | –6  | 0  |